# Distrito de San Polo

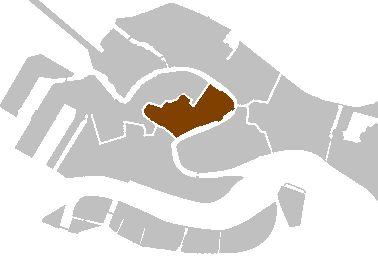
San Polo dentro de Venecia.

San Polo es el más pequeños de los seis sestieri de Venecia (Italia), con una extensión de 35 hectáreas a lo largo del Gran Canal. Es una de las partes más antiguas de la ciudad, habiéndose establecido antes del siglo IX, cuando él y San Marco formaban parte de las islas Realtinas. El sestiere recibe su nombre de la iglesia de San Polo.
El distrito ha sido el lugar donde se asienta el principal mercado de Venecia desde 1097, y conectada con la ribera derecha de la ciudad por el puente de Rialto desde el siglo XIII. La parte occidental del barrio es conocido actualmente por sus iglesias, mientras que la oriental, a veces llamada simplemente el Rialto, es conocida por sus palacios y pequeñas casas.
Entre los atractivos de San Polo se encuentran el puente de Rialto, la iglesia de San Giacomo de Rialto (según la leyenda, la más antigua de la ciudad), el Campo San Polo, la casa de Goldoni, la basílica de Santa María Gloriosa dei Frari, la iglesia de San Roque y la Escuela Grande de San Roque.